# Тиврівська волость
Тиврівська волость — історична адміністративно-територіальна одиниця Вінницького повіту Подільської губернії з центром у містечку Тиврів.
Станом на 1885 рік складалася з 19 поселень, 11 сільських громад. Населення — 14253 осіб (7200 чоловічої статі та 7053 — жіночої), 1346 дворових господарства.
|                     | Площа, десятин | У тому числі орної, дес. |
| ------------------- | -------------- | ------------------------ |
| Сільських громад    | 8647           | 7116                     |
| Приватної власності | 9746           | 5618                     |
| Іншої власності     | 511            | 326                      |
| Загалом             | 18902          | 13062                    |

Основні поселення волості:
- Тиврів — колишнє власницьке містечко при річці Буг за 25 верст від повітового міста, 1179 осіб, 142 дворових господарства, православна церква, костел, католицька каплиця, синагога, школа, поштова станція, 8 постоялих дворів, постоялий будинок, 29 лавок, винокурний завод.
- Василівка — колишнє власницьке село при річках Черемошна і Зарванка, 800 осіб, 129 дворових господарств, православна церква, 2 постоялих будинки.
- Витавка — колишня державна та власницька слобода, 687 осіб, 109 дворових господарств, православна церква, постоялий двір, 2 постоялих будинки.
- Кліщів — колишнє власницьке село, 462 особи, 71 дворове господарство, православна церква, постоялий будинок.
- Михайлівка — колишнє власницьке село при річці Буг, 458 осіб, 79 дворових господарств, православна церква, постоялий будинок.
- Пилява — колишнє власницьке село при річці Руда, 686 осіб, 94 дворових господарства, православна церква, 2 постоялих будинки.
- Суписки — колишнє власницьке село при річці Буг, 1480 осіб, 212 дворових господарств, 2 православні церкви, школа, 3 постоялих будинки, лавка, паперова фабрика із лікарнею.
- Цвіжин — колишнє власницьке село, 356 осіб, 55 дворових господарства, православна церква, постоялий будинок.
- Шершні — колишнє власницьке село при річках Черемошка і Кудашівка, 520 осіб, 124 дворових господарства, православна церква, постоялий будинок, 3 водяних млини, винокурний завод.
- Янків — колишнє власницьке село, 509 осіб, 67 дворових господарств, православна церква, постоялий будинок.
- Яришівка — колишнє власницьке село при річці Студениця, 810 осіб, 90 дворових господарств, православна церква, школа, 2 постоялих будинки.